# Златопіль (Новобузький район)
Златопіль — колишнє село в Новобузькому районі Миколаївської області.

## Стислі відомості
Знаходилось поруч із селом Березнегуватське. Підпорядковувалось Березнегуватській сільській раді.
В часі Голодомору 1932—1933 років від нелюдської смерті помирали люди. Кількість жертв не встановлена..